# Indie folk
Indie folk là một thể loại âm nhạc xuất hiện vào thập niên 1990 từ những nghệ sĩ trong giới indie rock bị ảnh hưởng bởi nhạc dân ca và nhạc đồng quê cổ điển. Indie folk là sự kết hợp giữa giai điệu bắt tai của indie rock cùng với những âm thanh acoustic của nhạc dân ca đương đại. Một số nghệ sĩ mở đầu cho dòng nhạc này có thể kể tới Ani DiFranco và Dan Bern. Các nghệ sĩ đáng chú ý sau này là The Decemberists, Fleet Foxes, The Cave Singers, Loch Lomond, Bon Iver, Or, The Whale, Great Lake Swimmers, and Blind Pilot.

## Các nghệ sĩ đáng chú ý
Danh sách các nghệ sĩ theo dòng nhạc indie folk đáng chú ý sắp xếp theo thứ tự bảng chữ cái. 
- 9 Bach
- The Acorn
- Priscilla Ahn
- Tori Amos
- AJJ
- Angus & Julia Stone
- Gabrielle Aplin
- Fiona Apple
- Lauren Aquilina
- Arborea
- Arthur & Yu
- Ascend the Hill
- Avalanche City
- The Avett Brothers
- Band of Horses
- Chris Bathgate
- Beirut
- Beta Radio
- Big John Bates
- Andrew Bird
- Birdy
- Bishop Allen
- Blind Pilot[2]
- Blitzen Trapper
- Bombay Bicycle Club
- Bon Iver[2]
- Bowerbirds
- Boy & Bear
- Bright Eyes
- Broken Records
- Jake Bugg
- Basia Bulat
- Nick Cave
- The Cave Singers[2]
- Vic Chesnutt
- The Civil Wars
- Cloud Control
- Graham Coxon
- Daughter
- David Knowles[3]
- David Karsten Daniels
- Dawes
- The Decemberists
- The Deep Dark Woods
- Deer Tick
- Delta Spirit
- Dog Is Dead
- Maria Doyle Kennedy
- Dr. Dog
- Dry The River
- Edward Sharpe and the Magnetic Zeros
- Emmy the Great
- Ewert and The Two Dragons
- Fanfarlo
- Father John Misty
- Feist
- Fink
- First Aid Kit
- William Fitzsimmons
- Fleet Foxes[2]
- Johnny Flynn
- Freelance Whales
- Fruit Bats
- Orla Gartland
- Laura Gibson
- The Giving Tree Band
- Mindy Gledhill
- José González
- Good Old War
- Great Lake Swimmers[2]
- Adam Green
- Gregory and the Hawk
- Grizzly Bear
- Half Moon Run
- Lisa Hannigan
- Nick Harper
- Les Hay Babies
- Hayden
- The Head and the Heart
- Keaton Henson
- Horse Feathers
- Ben Howard
- Joe Innes
- Iron & Wine
- Gregory Alan Isakov
- Mason Jennings
- Jinja Safari
- Vance Joy
- Gary Jules
- Damien Jurado
- Katie Kim
- Kings of Convenience
- Kramies
- The Last Bison
- Sean Lennon
- Lewis & Clarke
- Little Green Cars
- Local Natives
- Loch Lomond[2]
- Lord Huron
- Lost in the Trees
- The Low Anthem
- The Lumineers
- Amy Macdonald
- Manel
- Dan Mangan
- Laura Marling
- The Marshall Pass
- James Vincent McMorrow
- Megafaun
- Mega Gem
- Ingrid Michaelson
- The Microphones
- Middle Brother
- The Middle East
- Midlake
- Mighty Oaks
- The Milk Carton Kids
- Modest Mouse
- Mount Eerie
- The Mountain Goats
- Mree
- Mumford & Sons
- Murder by Death
- Alexi Murdoch
- Yael Naïm
- Kate Nash
- Neutral Milk Hotel
- Joanna Newsom
- Noah and the Whale
- Conor Oberst
- Of Monsters and Men
- Okkervil River
- Or, The Whale[2]
- Alina Orlova
- Other Lives
- Paleface
- The Paper Kites
- Parlor Hawk
- Passenger
- Peter and the Wolf
- Radical Face
- Luke Redfield
- Damien Rice
- The Ridges
- Rue Royale
- The Rumour Said Fire
- Danny Schmidt
- Sea Wolf
- Seabear
- She & Him
- The Shins
- The Oh Hellos
- Silent Old Mtns
- Sleeping at Last
- Elliott Smith
- Smog
- Regina Spektor
- The Staves
- Sufjan Stevens
- Stornoway
- Sun Kil Moon
- The Swell Season
- Aly Tadros
- The Tallest Man on Earth
- Thao & The Get Down Stay Down
- Rosie Thomas
- The Thrills
- Benny Tipene
- Tired Pony
- Trampled by Turtles
- Truth & Salvage Co.
- Frank Turner
- Twin Forks
- Two Gallants
- Vandaveer
- Villagers
- M. Ward
- Waxahatchee
- Woods
- Wye Oak